# Elatostema ellipticum
Elatostema ellipticum es una especie de planta del género Elatostema, perteneciente a la familia Urticaceae.

## Taxonomía
Elatostema ellipticum fue descrita por Hugh Algernon Weddell en 1869.

## Distribución
Se encuentra en el territorio del Himalaya oriental.